# 余眛
餘眛（約前563年—前527年），《春秋左氏传》附带的《春秋》经文记载其名为夷末，《春秋公羊傳》附带的《春秋》经文作夷昧，壽夢之子、餘祭之弟。前544年五月，餘祭去世，他繼承了王位，在位時間17年（前543年－前527年，史記作前530年─前527年，此處從《左傳》），吳人尊之為吳度王。

## 子女
- 阖闾，原稱公子光，为吴王馀眛之子。
- 夫概，吴王阖闾的弟弟。